# SBB Eem 6/6
 (juin 2025).
Les SBB Eem 6/6 17001 - 17006 sont des locomotives de manœuvre ambimoteur ou hybride électrique et diesels des Chemins de Fer Fédéraux suisses. Construites à six exemplaires, elles ressemblent beaucoup aux célèbres Ce 6/8 Crocodiles et sont souvent surnommées de la même façon.
Ces locomotives étaient équipées aussi bien pour la traction électrique pure que pour la traction diesel électrique. La puissance de ces locomotives équivalait à peu près celle des machines de manœuvres à 6 essieux de type Ee 6/6, pour la partie moteur électrique. Pour le moteur diesel, la puissance équivalait à celle des machines de manœuvres de type Bm  4/4. Ces locomotives ont été destinées : quatre à la gare de Chiasso, une à la gare de Bâle CFF et une à la gare de Genève-La Praille.
Entre 1984 et 1993, ces machines ont été transformées en Em 6/6. 

## Éléments techniques
La locomotive se compose de deux éléments reliés par un attelage court. Dans l'un, il y a le moteur diesel et dans l'autre le moteur électrique ainsi que la cabine de conduite. Pour un poids de 104 tonnes, la puissance du moteur diesel est de 1200 ch à 1200 tours par minute, avec un réservoir de 1200 litres. Ce moteur est identique aux Bm 4/4. Elle a une puissance de 1060 ch pour le moteur électrique. Le train de roulement correspond à l'Em 3/3.

## Radiation
En 1999, seule la Eem N° 17003 n'avait pas été transformée, cette dernière a été radiée en septembre 2003,.
Avec l'arrivée de l'Am 843, toutes les machines ont été radiées entre 2004 et 2005; 17002,17004, 17005, 17006 en septembre 2004 et la 17001 en janvier 2005. L'Eem 6/6 était né de l'effort de l'époque de fournir autant de services que possible, en particulier où il y a une ligne de contact, cependant l'assemblage d'un véhicule multisystème complexe à partir de locomotives existantes ne s'est pas avéré très réussi, un système "bâtard" que la transformation en locomotive purement diesel était le meilleur choix